# エレバン・トロリーバス
エレバン・トロリーバス（アルメニア語: Երևանի տրոլեյբուս、ロシア語: Ереванский троллейбус）は、アルメニアの首都・エレバン市内に存在するトロリーバス路線。2021年現在はエレバン市が全株を所有するエレバン電気交通（Երևանի էլեկտրատրանսպորտ）によって運営されている。

## 概要
ソビエト連邦（ソ連）時代の1949年8月15日に開通した、エレバン市内を走るトロリーバス。2021年現在は5系統を有しており、ギュムリ市内のトロリーバスが2005年に廃止されて以降はアルメニア唯一のトロリーバス路線となっている。運賃は1回の乗車につき50ドラムである。
前述の通り、2021年現在は以下の5系統が運行している。それ以前には3・4・5・23・24号線が存在したが、同年現在は運行していない。
| 系統番号 | 起点               | 終点                      | 備考 |
| -------- | ------------------ | ------------------------- | ---- |
| 1        | Աշխատանքի հրապարակ | Ջրվեժ                     |      |
| 2        | Չարբախ             | «Էրեբունի» թանգարան       |      |
| 9        | Ավան               | Մանկավարժական համալսարան  |      |
| 10       | Նոր Նորքի5-րդ զ/ծ  | մ/կ«Բարեկամություն»       |      |
| 15       | 15-րդ թաղամաս      | ներ«Էրեբունի»օդանավակայան |      |

## 車両
2021年の時点で、エレバン市内のトロリーバスで使用されている車両は以下の通りである。2008年にフランス・リヨンから譲渡されたER100以降長らく車両増備は行われていなかったが、2022年にエレバン市は新たに合計30両のトロリーバス車両を導入する計画を発表しており、うち15両（中国・宇通集団製）は2023年5月以降順次納入が行われている。
| 車両形式      | 車両形式         | 両数 (2021年10月現在) | 備考・参考                         |
| ------------- | ---------------- | --------------------- | ---------------------------------- |
| シュコダ14Tr  | シュコダ14Tr     | 1両                   |                                    |
| シュコダ14Tr  | シュコダ14Tr89/6 | 1両                   | 運用離脱中                         |
| シュコダ14Tr  | シュコダ14Tr02/6 | 9両                   |                                    |
| LiAZ-5280     | LiAZ-5280        | 32両                  |                                    |
| LiAZ-5280     | LiAZ-52803       | 2両                   |                                    |
| ルノー・ER100 | ルノー・ER100    | 5両                   | リヨン・トロリーバスからの譲渡車両 |

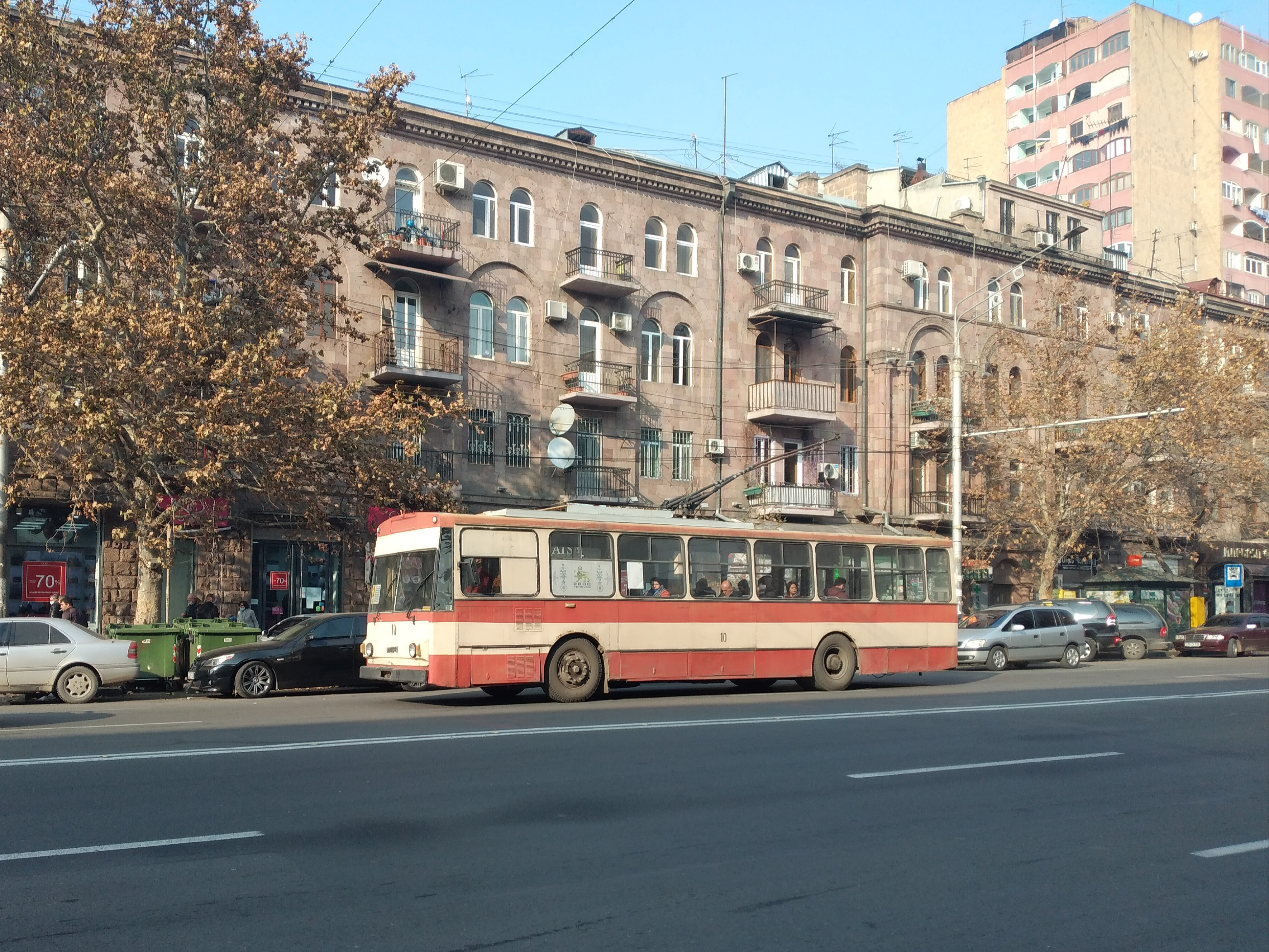
シュコダ14Tr（2021年撮影）
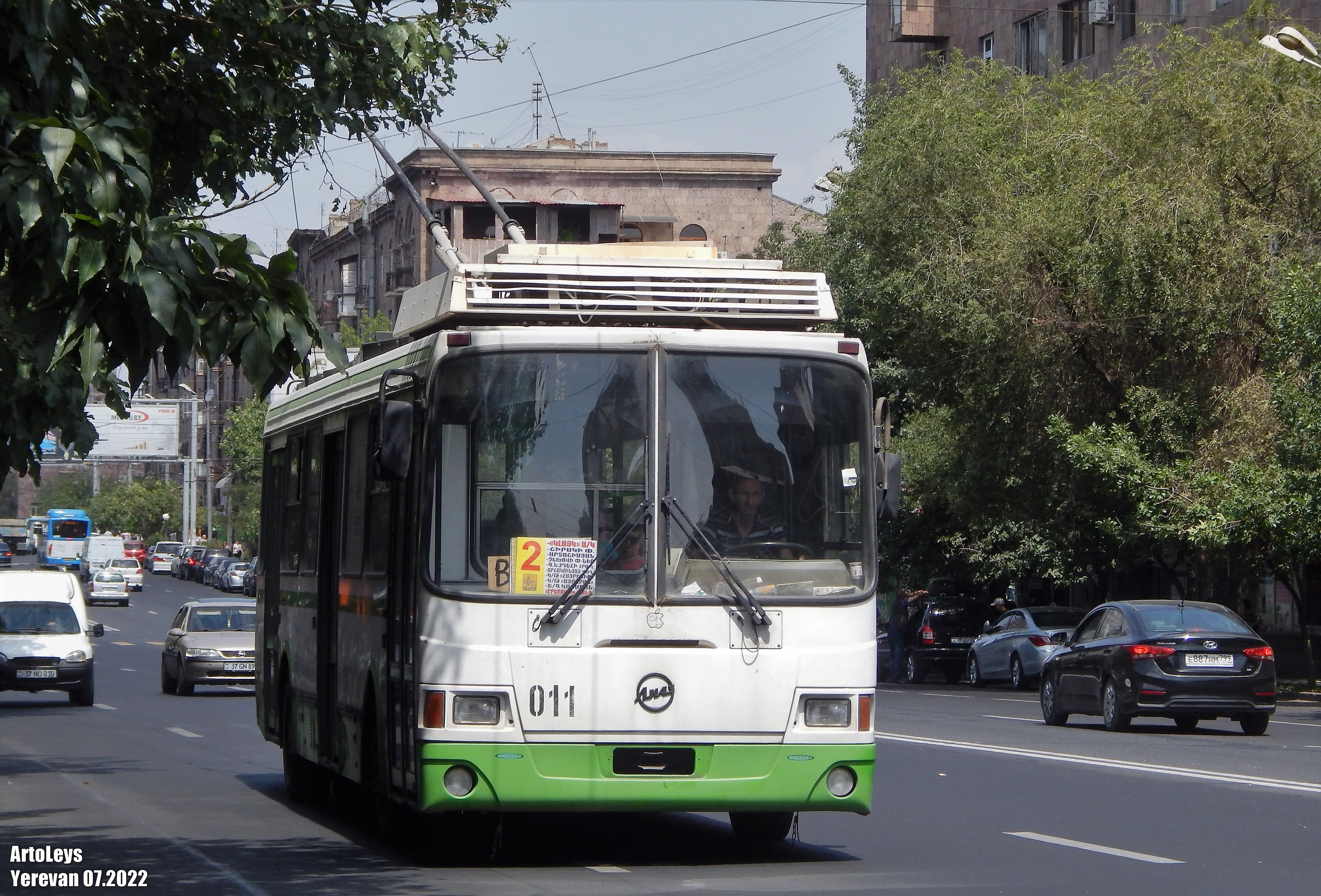
LiAZ-5280（2022年撮影）
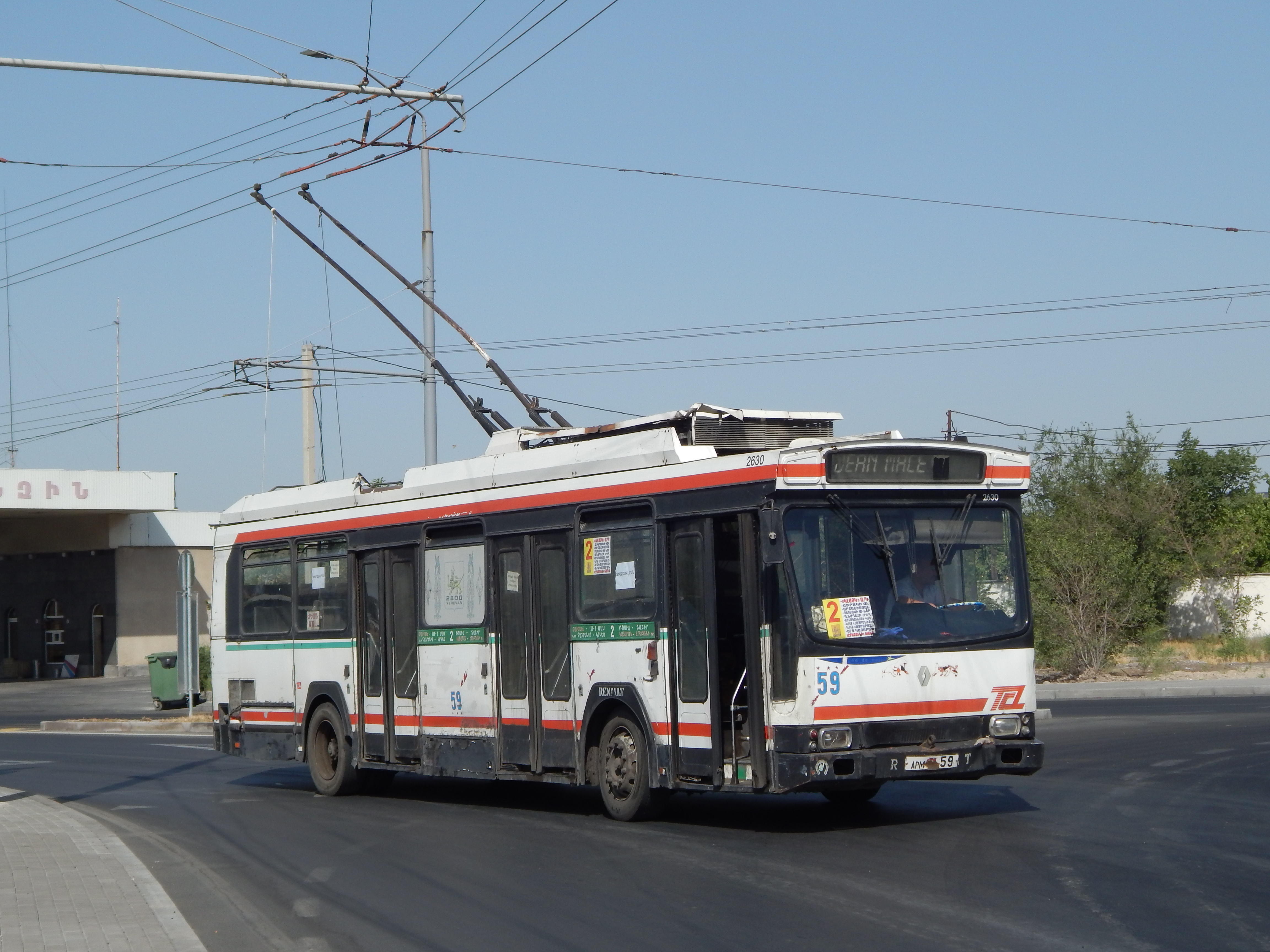
ルノー・ER100（2022年撮影）